# Romolo Murri
Don Romolo Murri (Monte San Pietrangeli, 27 agosto 1870 – Roma, 12 marzo 1944) è stato un presbitero e politico italiano, tra i fondatori del cristianesimo democratico in Italia. Subì la sospensione a divinis nel 1907 e la scomunica nel 1909, revocata poi nel 1943.

## Biografia
Nacque terzo di sei fratelli, figlio di Antonio e di Maria Avetrani.
Proveniente da una famiglia di agricoltori, compì gli studi tra il seminario di Recanati (il ginnasio) e quello di Fermo (il liceo). Tra il 1885 e il 1887 seguì il biennio filosofico della facoltà teologica fermana, conseguendo la laurea. A 18 anni fu uno dei più giovani dottori d'Italia. Vinse una borsa di studio e si recò a Roma (Almo Collegio Capranica), dove s'iscrisse alla Facoltà di teologia della Pontificia Università Gregoriana. Nel 1892 conseguì la laurea in teologia.
Nel febbraio 1893 venne ordinato sacerdote. Celebrò la prima messa a Loreto, poi tornò a Roma dove s'iscrisse al corso di lettere dell'Università La Sapienza. Qui assisté alle lezioni di filosofia di Antonio Labriola (1843-1904), pensatore marxista che introdusse Murri all'interpretazione materialistica della storia (materialismo storico).

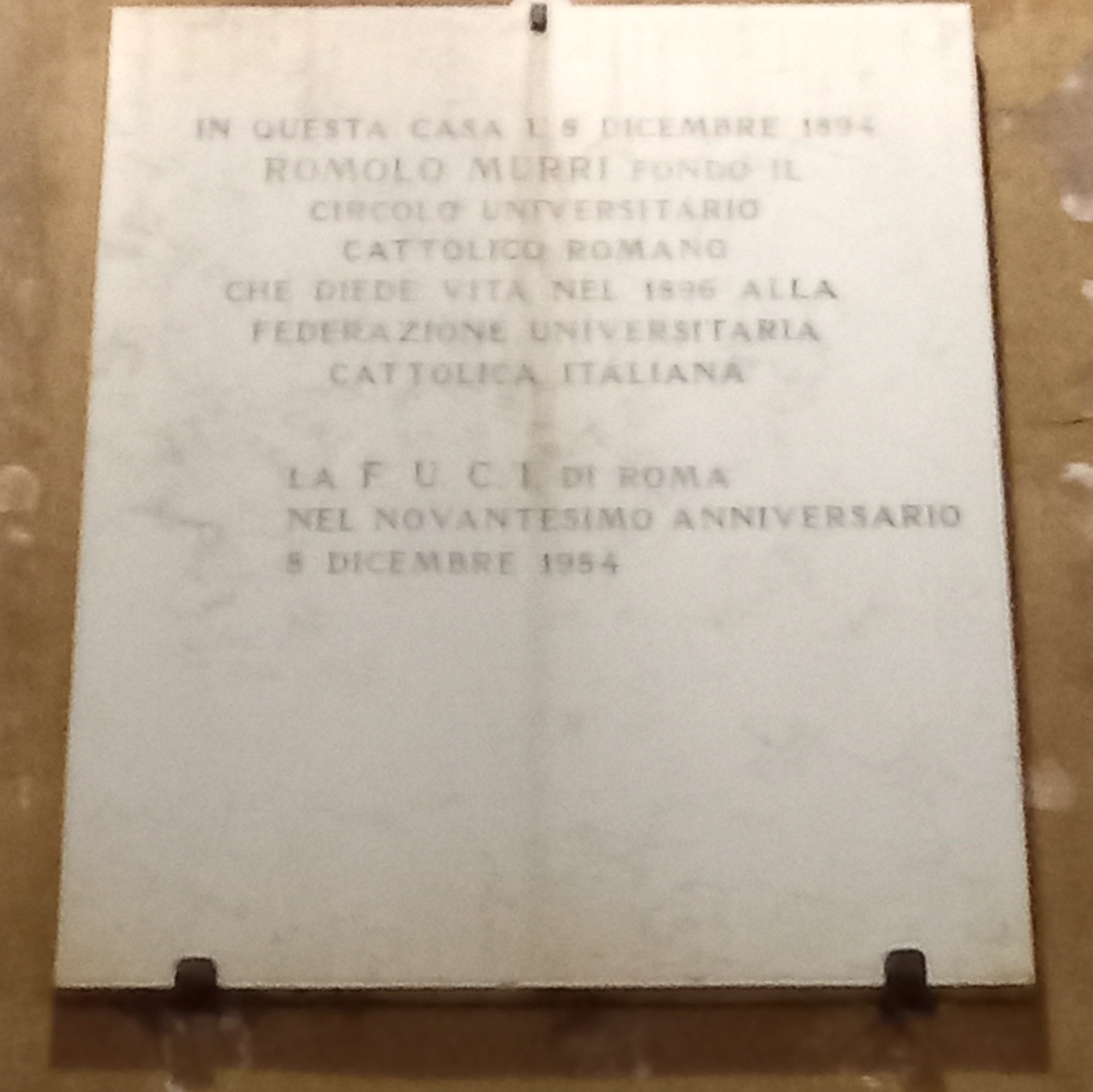
Targa commemorativa di Murri in piazza della Torretta a Roma

Nel 1894 fu tra i promotori della fondazione della Federazione Universitaria Cattolica Italiana (FUCI). Murri strinse amicizia con don Luigi Sturzo, quasi coetaneo, che ospitò per tre mesi nella sua casa romana di piazza della Torretta Borghese, nella quale si erano tenute le riunioni per la costituzione della FUCI. Avrebbe del resto ricordato lo stesso don Sturzo in seguito: «Fu Murri a spingermi definitivamente verso la democrazia cristiana». Infatti alla fine dell'Ottocento un movimento cattolico da lui ed altri fondato venne chiamato Democrazia Cristiana e si proponeva come scopo di formare un partito cattolico.

### Le basi del partito cattolico nazionale
Durante il periodo in cui don Murri fu attivo all'interno dell'Opera dei congressi egli promosse numerose iniziative:
- fondò e diresse riviste (La vita nova, periodico che sosteneva l'opera della FUCI (1895); Cultura sociale (1898)[4], Il domani d'Italia (1901);
- promosse una biblioteca di scienze sociali;
- avviò una società editrice, la «Società italiana cattolica di cultura» (poi «Società nazionale di cultura»);
- organizzò gruppi democratico-cristiani[5] in tutta Italia;
- polemizzò, sia tramite articoli sia in conferenze pubbliche, con i liberali e i socialisti.

All'interno dell'Opera dei Congressi, i democratici cristiani furono inseriti nel secondo gruppo (quello dell'Unione economico-sociale). I murriani ebbero rapporti conflittuali con la dirigenza dell'Opera, sempre guidata da esponenti dell'intransigentismo. Al XIV congresso cattolico (Fiesole, 1-4 settembre 1896) venne ufficializzata la nascita della FUCI, ma fu bocciata l'idea di renderla autonoma dall'Opera dei Congressi. Inoltre, a Murri fu tolta la direzione della Vita nova.

Don Romolo Murri

Nel 1899 Murri pubblicò Propositi di parte cattolica, sperando di poter enunciarne le tesi dalla tribuna del congresso annuale dell'OC. Ma al XVI congresso cattolico (Ferrara, 18-21 aprile) i gruppi giovanili vennero invitati al silenzio. Nel 1900 i democratici cristiani annunciarono che, in occasione del XX congresso cattolico (Roma, 1-5 settembre) avrebbero celebrato anche le loro assise. Ma le autorità diocesane furono di un altro avviso e l'appuntamento fu ridotto ad incontro programmatico.
Nel 1901 papa Leone XIII pubblicò la Graves de Communi Re. L'enciclica era rivolta a tutte le associazioni cattoliche. La Santa Sede chiarì che i laici dovevano impegnarsi nell'apostolato e non in politica. Nel 1902 il presidente dell'Opera dei Congressi, Giovanni Battista Paganuzzi, rassegnò le dimissioni. Il domani fu trasferito d'autorità da Roma a Bergamo; Murri prese atto che il giornale gli era stato sottratto e lo cedette all'Opera dei Congressi. In quello stesso anno il sacerdote tenne una conferenza a San Marino (discorso noto come Libertà e Cristianesimo, 24 agosto 1902), che divenne famosa ma che nel presente gli procurò la prima censura ufficiale.
Nel 1903 Murri pensò di presentarsi alle elezioni politiche, ma poi recedette dal proposito per evitare rotture e discussioni. All'interno dell'Opera dei congressi, il movimento murriano era visto negativamente dalla leadership allora dominante, composta dagli intransigenti. Lo scontro fra le due linee si fece più acuto in occasione del XIX congresso cattolico (Bologna, 10-13 novembre 1903), il primo dopo la morte di Leone XIII (spirato il 20 luglio). Al congresso, presieduto dal conte avvocato Carlo Zucchini, i democratici cristiani e i cristiano-sociali misero in minoranza per la prima volta gli intransigenti.
Se Leone XIII aveva garantito al movimento murriano un occhio benevolo, il suo successore Papa Pio X (eletto il 4 agosto 1903), era invece assai più vicino alle istanze dei gruppi intransigenti. Lo dimostra il motu proprio del 18 dicembre 1903 dal suggestivo titolo di De populari actione christiana moderanda. Nel 1904 Pio X sciolse l'Opera dei Congressi. Nel 1905 Murri ritenne che fosse arrivato il momento di realizzare quello per cui si era impegnato fin dal 1898: a novembre fondò la Lega Democratica Nazionale. Il primo presidente fu Giuseppe Fuschini, che in seguito divenne anche cognato di Murri.
Nello stesso periodo, dalle pagine di Cultura Sociale, Murri avviò un dibattito a distanza con il socialista Filippo Turati, che replicava dal suo giornale, Critica Sociale. Murri auspicava un dialogo sulle condizioni dei meno abbienti, intendendolo peraltro come «un vantaggio non leggero per la civiltà, per la causa popolare e del paese». Turati replicò celermente che i socialisti erano «figli primogeniti del diavolo, ossia del libero esame» e che portavano cotanto padre «sugli omeri ovunque ci volgiamo». Mentre a Caltagirone, ov'era sindaco, don Luigi Sturzo sperimentava un'inedita apertura con i socialisti, Murri controreplicò a Turati su Il Giornale d'Italia del successivo 27 ottobre, parlando di un «cammino che si potrebbe fare insieme nelle agitazioni popolari, nelle amministrazioni locali ed eventualmente a Montecitorio».

### Gli anni successivi al 1905
Nel 1906 Murri fondò un nuovo periodico di riflessione teorica, la Rivista di cultura (1906-1908). Nello stesso anno Pio X pubblicò l'enciclica Pieni l'animo (28 luglio), in cui deplorò «lo spirito d'insubordinazione e d'indipendenza, che si manifesta qua e là in mezzo al clero» ed impose il divieto di partecipazione ad attività politiche non coordinate per via gerarchica, in particolare vietò l'adesione alla Lega Democratica Nazionale di Murri e Fuschini.
In forte polemica, perciò, con le gerarchie ecclesiastiche (a seguito di numerosi richiami e altrettanti atti di sottomissione), fu infine sospeso a divinis nel 1907 e dopo essersi candidato alle elezioni del 1909, nelle liste della Lega Democratica nazionale, venendo eletto alla Camera dei deputati, fu scomunicato (tale scomunica verrà revocata nel 1943 da papa Pio XII).
Deputato nel 1909, l'anno seguente fondò un nuovo periodico, Il commento (1910). Non rieletto nel 1913 (la sua non rielezione fu rivendicata da Vincenzo Ottorino Gentiloni in un'intervista al giornalista A. Benedetti, apparsa sul Giornale d'Italia del 7 novembre 1913, come uno straordinario successo del patto da lui concluso con Giolitti), dopo la Grande guerra (a proposito della quale era stato interventista), si avvicinò al fascismo, pur accogliendo tiepidamente il Concordato del 1929, al quale dedicò, dopo un periodo di silenzio, un intero volume.
Con il costituirsi del regime fascista, Murri abbandonò la scena politica attiva. Su interessamento di Dino Grandi, ebbe un impiego a contratto presso la Biblioteca della Camera dei deputati dal gennaio 1941 al gennaio 1944. Nel 1943 si riconciliò con la Chiesa e la scomunica fu revocata da Papa Pio XII.
Il 24 aprile 1912 si era sposato a Roma con Ragnhild Lund, figlia dell'ex presidente del Lagting (la camera alta del Parlamento norvegese), con la quale ebbe un figlio.
Fu notista per il Resto del Carlino.

## Opere
Oltre ai numerosi scritti nei citati periodici cui partecipò, scrisse alcuni saggi.
- Conservatori cattolici e Democratici cristiani, 1900,
- L'organizzazione di classe e le unioni professionali, 1901,
- Battaglie d'oggi, 1901-1904 [raccolta degli articoli apparsi su «Cultura Sociale»]
- Sintesi Sociali, 1906,
- La politica clericale e la democrazia, Cesaro, Ascoli Piceno, 1908
- La Spagna e il Vaticano, Milano, Fratelli Treves, 1911
- Profili di guerra, Milano: Istituto Editoriale Italiano, 1917
- Dalla Democrazia Cristiana al Partito Popolare Italiano, 1920
- La conquista ideale dello Stato, Milano: Imperia, 1923
- Fede e fascismo, Roma, 1924
- La crisi spirituale contemporanea. Origini - Orientamenti, 1932
- Cavour, Roma: Formiggini, 1936
- L'idea universale di Roma, Milano: Bompiani, 1937
- Il messaggio cristiano e la storia, 1943

## Archivio Murri
L'Archivio di Romolo Murri, formato dalla corrispondenza (1883-1944) e da manoscritti, agende, ritagli di riviste, articoli pubblicati, bozze di articoli, è conservato dalla Fondazione Romolo Murri, Centro studi per la storia del modernismo, presso l'Università di Urbino e dal Centro Studi Romolo Murri di Gualdo (Macerata) che possiede anche la biblioteca dell'uomo politico marchigiano.